# Ridley (Cheshire)
Ridley è un villaggio e parrocchia civile dell'Inghilterra, appartenente alla contea del Cheshire.